# Craspedorhachis
Craspedorhachis és un gènere de plantes de la subfamília de les cloridòidies, família de les poàcies, ordre de les poals, subclasse de les commelínides, classe de les liliòpsides, divisió dels magnoliofitins.

## Taxonomia
- Craspedorhachis africana Benth.
  - Craspedorhachis africana var. africana
  - Craspedorhachis africana var. madecassa A. Camus
- Craspedorhachis digitata Kupicha i Cope
- Craspedorhachis menyharthii Hack. ex Schinz
- Craspedorhachis perrieri A. Camus
- Craspedorhachis rhodesiana Rendle
  - Craspedorhachis rhodesiana var. gracilior C.E. Hubb.
  - Craspedorhachis rhodesiana var. rhodesiana
- Craspedorhachis sarmentosa (Hack.) Pilg.
- Craspedorhachis texana (Hitchc.) Pilg.
  - Craspedorhachis texana var. stolonifera (Parodi) Pilg.
  - Craspedorhachis texana var. texana
- Craspedorhachis uniflora (Hochst. ex A. Rich.) Chippind